# 1328 w polityce

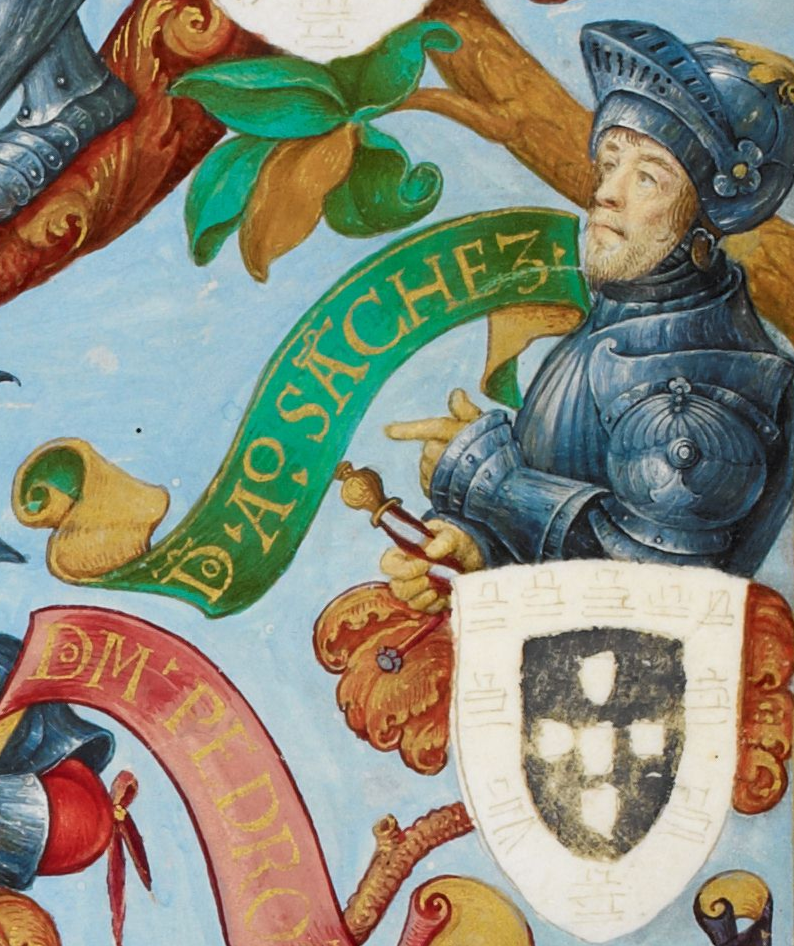
Afonso Sanches

Wydarzenia polityczne w 1328 roku.

## Wydarzenia
- 17 stycznia Ludwik IV Bawarski koronowany na cesarza[1][2].
- Iwan I Kalita uzyskał godność wielkiego księcia[1].
- Filip VI Walezjusz królem Francji (do 1350)[1][2][3].
- Bitwa pod Cassel[1].
- Edward III uznał niezależność Szkocji[4].

## Zmarli
- Afonso Sanches, nieślubny syn portugalskiego króla Dionizego I i przyrodni brat Alfonsa IV  Dzielnego, trubadur[5].